# Myscelia ethusa
Espèce
Myscelia ethusa est une espèce de lépidoptères (papillons) de la famille des Nymphalidae, de la sous-famille des Biblidinae et du genre Myscelia.

## Systématique
L'espèce Myscelia ethusa a été décrite par Louis Doyère en 1840 sous le protonyme de Cybdelis ethusa.

## Noms vernaculaires
Myscelia ethusa se nomme Blue Wing ou Mexican Bluewing en anglais,.

## Liste des sous-espèces
- Myscelia ethusa ethusa ; présent au Mexique.
- Myscelia ethusa chiapensis Jenkins, 1984 ; présent au Mexique.
- Myscelia ethusa cyanecula C. & R. Felder, 1867 ; présent au Mexique.
- Myscelia ethusa pattenia Butler & Druce, 1872 ; présent au Guatemala et au Costa Rica[1].

## Description
Myscelia ethusa est un papillon d'une envergure de 64 mm à 76 mm aux ailes antérieures à apex coupé et bord externe concave, au dessus des ailes noir rayé de bandes bleu métallisé.
Le revers est de marron marbré de bleuté.

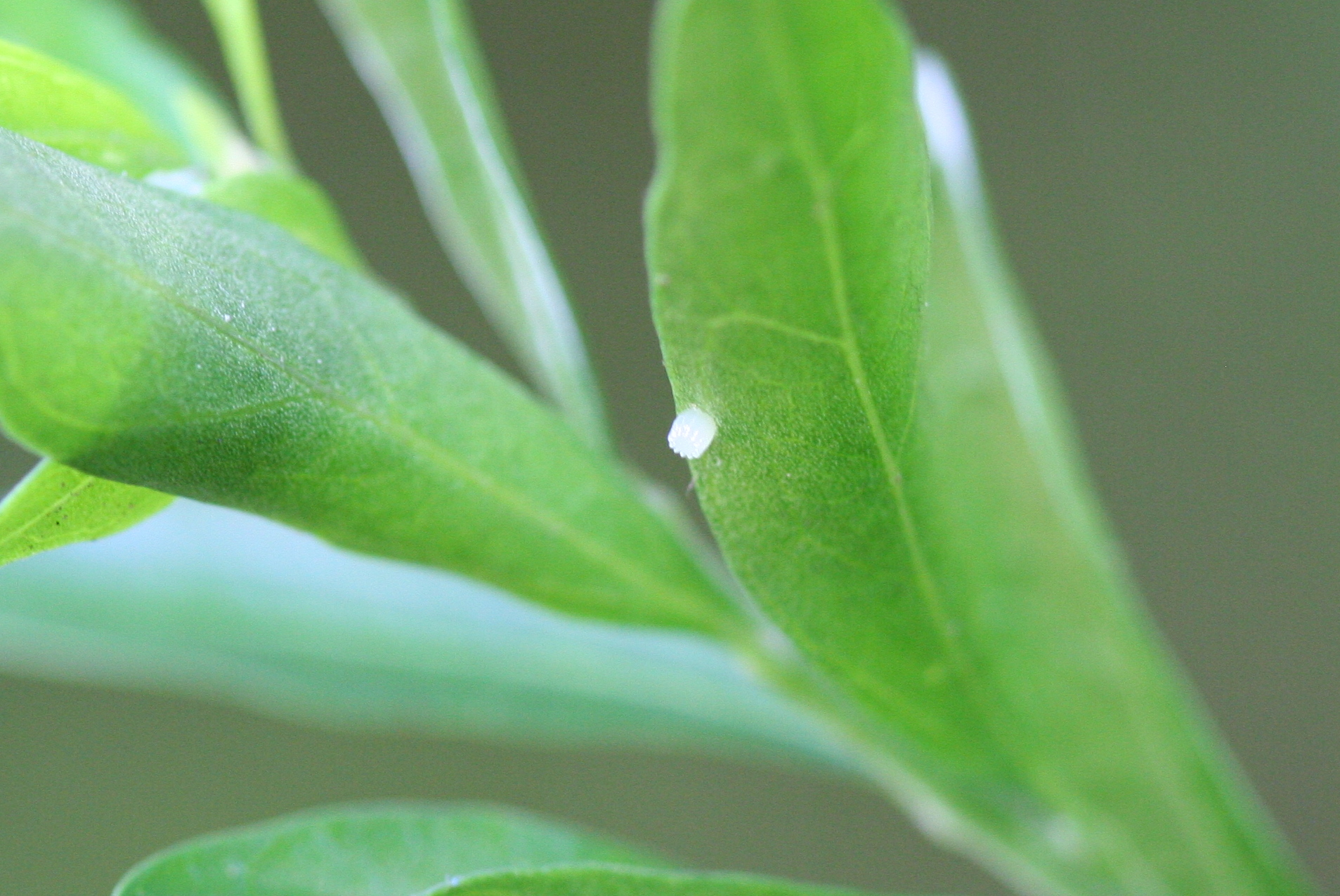
Œuf.
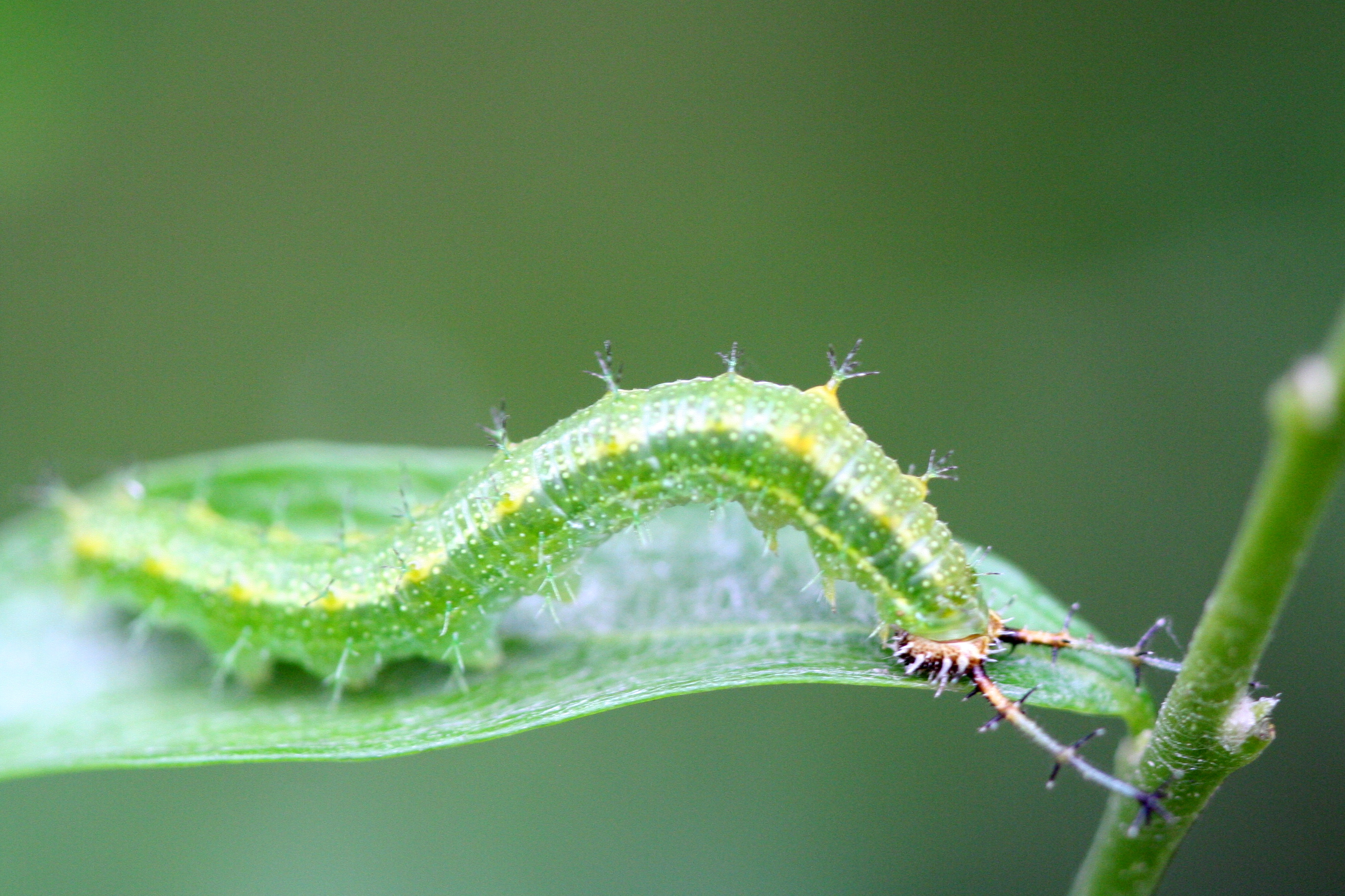
Chenille.
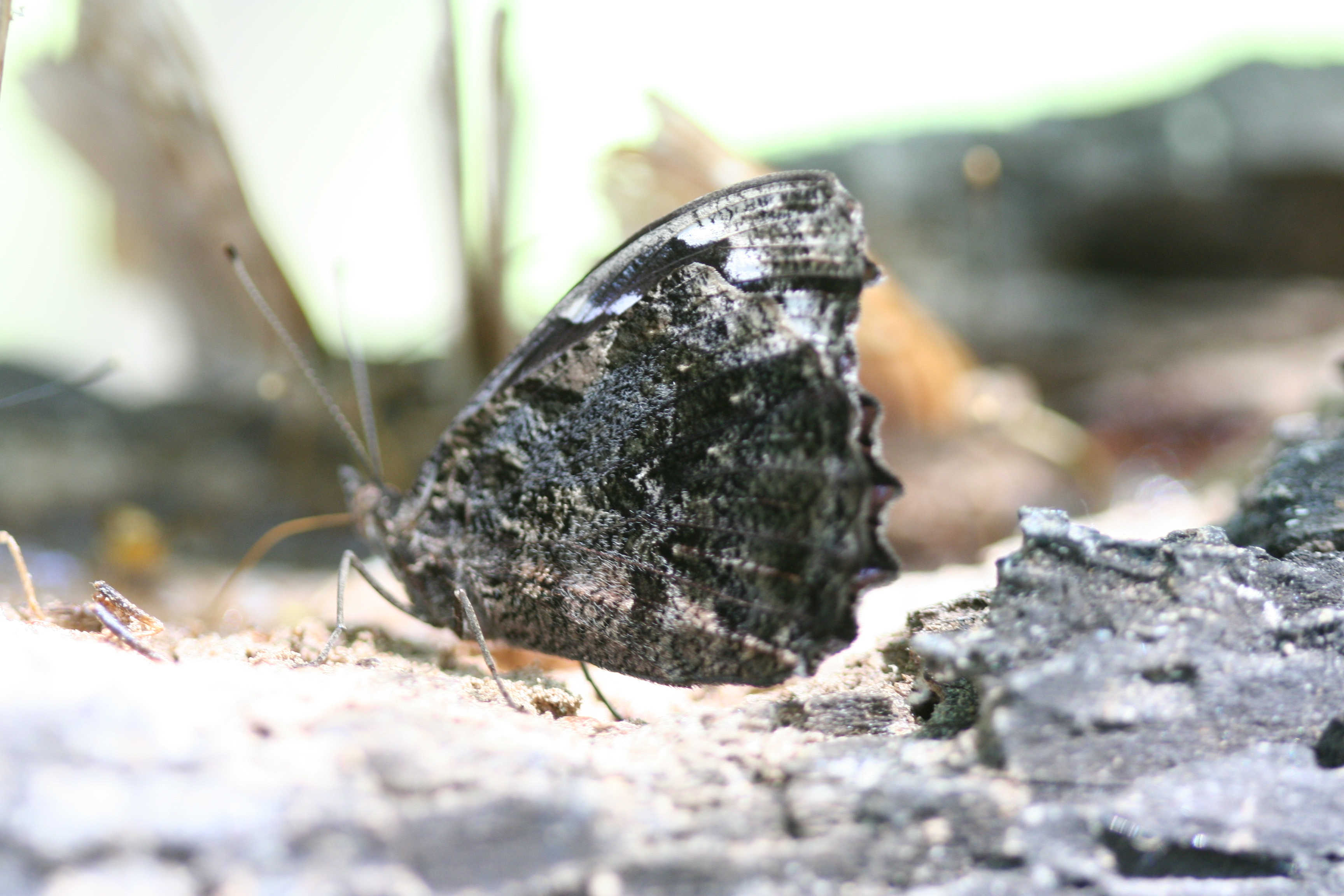
Face ventrale.
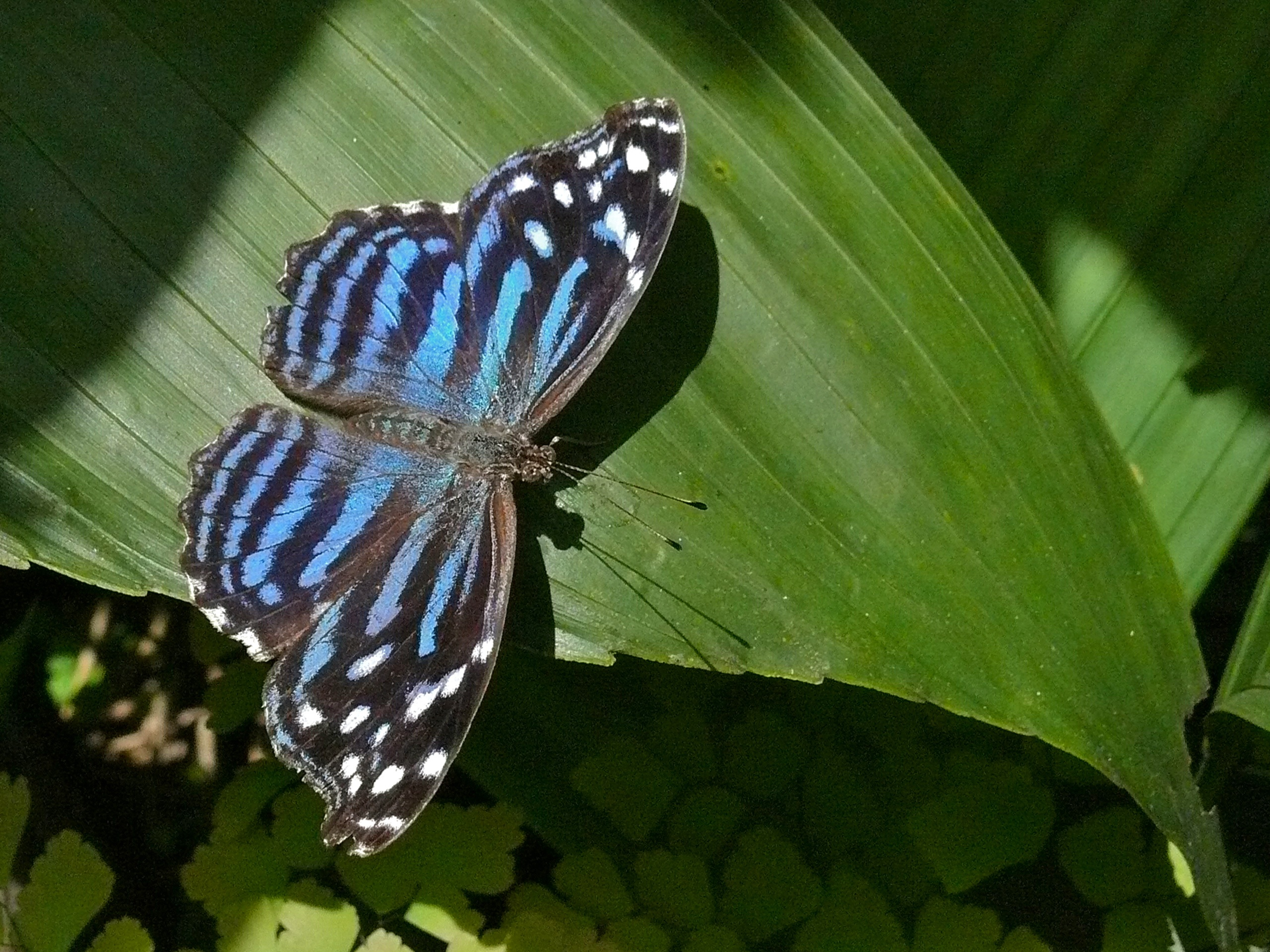
Face dorsale.

## Biologie

### Période de vol
Myscelia ethusa vole toute l'année en plusieurs générations.

### Plantes hôtes
Les plantes hôtes de sa chenille sont des Euphorbiaceae dont Dalechampia.

## Écologie et distribution
Myscelia ethusa est présent dans l’extrême Sud du Texas, au Mexique, au Guatemala et au Costa Rica,.

### Biotope
Il réside dans les vallées dont celle du Rio Grande.

### Protection
Pas de statut de protection particulier.

## Liens taxonomiques
- (en) Tree of Life Web Project : Myscelia ethusa
- (en) Catalogue of Life : Myscelia ethusa Boisduval, 1836 (consulté le 18 décembre 2020)